# Architecture taillée dans la roche en Inde

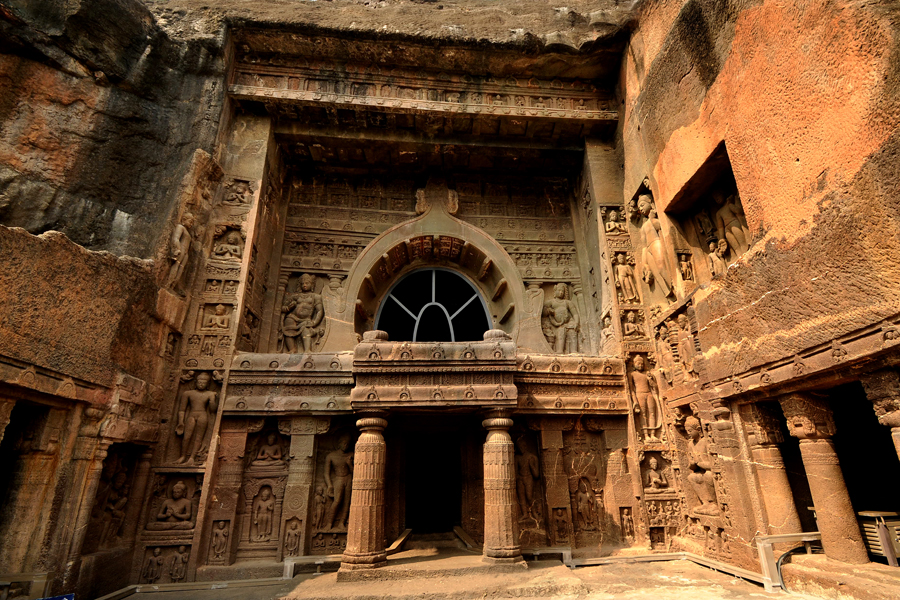
Grotte no 19 d'Ajantâ : entrée chaitya, du Ve siècle.

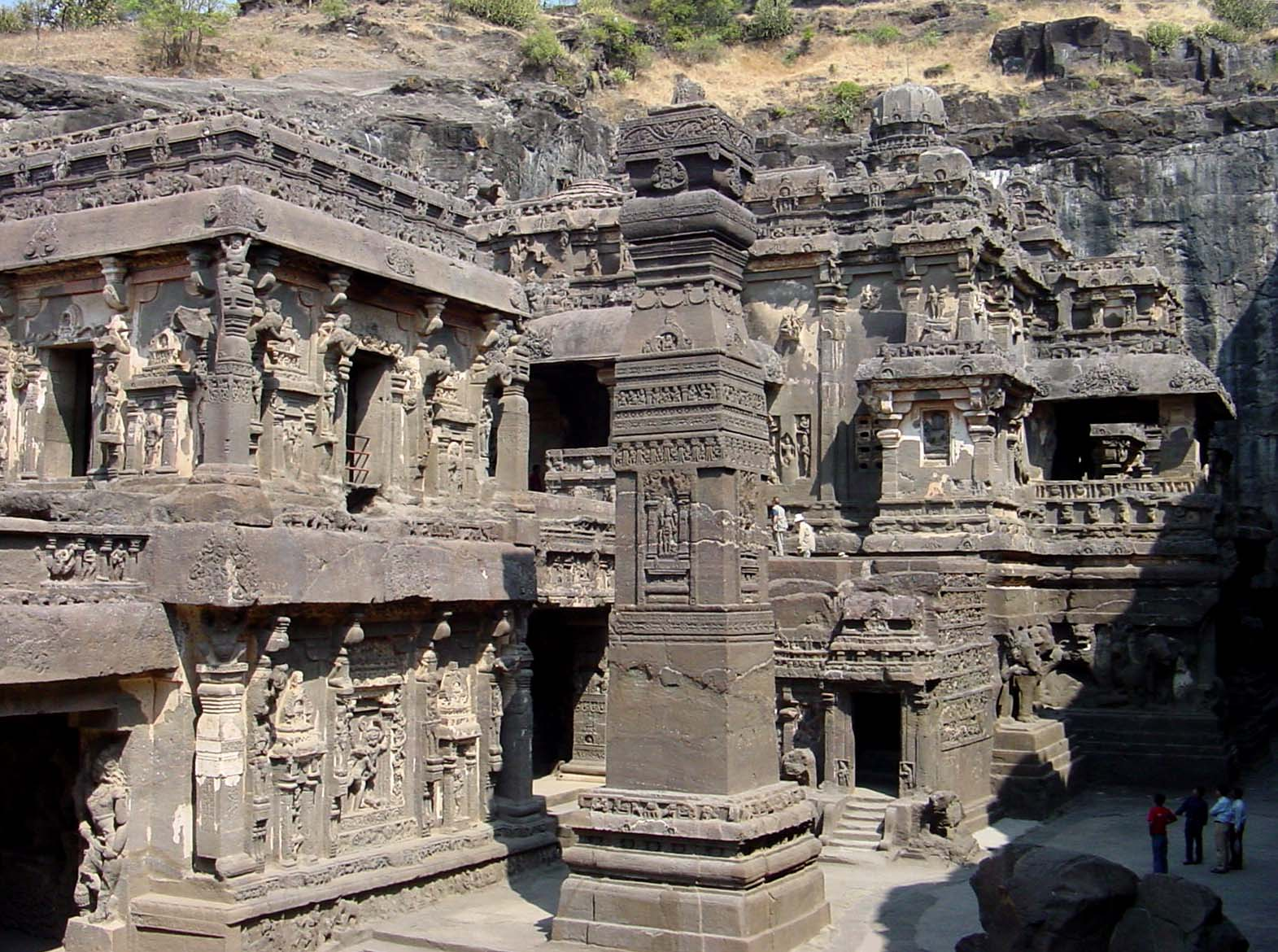
Grotte no 16 du temple de Kailâsanâtha d'Ellorâ, du VIIIe siècle.

L’architecture taillée dans la roche en Inde est plus variée et plus abondante que toute autre forme d’architecture taillée dans le monde. L'architecture taillée dans la roche (en) consiste à créer une structure en la taillant dans un roc solide naturel ; lors des fouilles, les roches qui ne font pas partie de la structure sont retirées jusqu'à ce qu'il ne reste plus que les éléments architecturaux de l'intérieur qui est mis au jour. L’architecture taillée dans la roche en Inde est essentiellement religieuse,.
Il existe plus de 1 500 structures taillées dans la roche en Inde. Beaucoup de ces structures contiennent des œuvres d'art de très grande importance, et la plupart sont ornées de sculptures en pierre précieuses. Ces structures anciennes et médiévales représentent des réalisations importantes en matière d'ingénierie structurelle et d'artisanat.
En Inde, les grottes ont longtemps été considérées comme des lieux de sainteté. Les grottes agrandies ou entièrement construites par l'homme étaient considérées comme ayant le même caractère sacré que les grottes naturelles. En fait, le sanctuaire dans toutes les structures religieuses indiennes, même les plus autonomes, conserve le même sentiment de sacralité qu'une grotte, étant petit et sombre sans lumière naturelle. La plus ancienne architecture taillée dans la roche se trouve dans les grottes de Barabar, à Bihar, construites autour du IIIe siècle av. J.-C. On trouve d'autres vestiges de temples rupestres dans l'ouest du Deccan, principalement des sanctuaires et des monastères bouddhistes, datant de 100 av. J.-C. à 170 après J.-C. À l'origine, ils étaient probablement accompagnés de structures en bois, qui se seraient détériorées avec le temps. Historiquement, les temples taillés dans la roche ont conservé un thème semblable au bois dans la parure; des artisans qualifiés ont appris à imiter la texture, le grain et la structure du bois. Les premiers temples rupestres incluent les grottes de Bhaja, les grottes de Karla, les grottes de Bedse, les grottes de Kanheri et certaines des grottes d'Ajantâ. Les reliques trouvées dans ces grottes suggèrent un lien entre religieux et commercial, car les missionnaires bouddhistes accompagnaient souvent les commerçants sur les routes commerciales internationales achalandées à travers l'Inde. Certains des temples rupestres les plus somptueux, commandés par de riches négociants, comprenaient des piliers, des arches et des façades élaborées à l'époque où le commerce maritime connaissait un essor fulgurant entre l'Empire romain et le sud-est de l'Asie.
Bien que des temples structuraux autonomes aient été construits au Ve siècle, des temples rupestres creusés dans la roche ont continué à être construits en parallèle. Plus tard, l'architecture des grottes taillées dans la roche est devenue plus sophistiquée que dans les grottes d'Ellorâ, pour aboutir finalement au monolithique temple de Kailâsanâtha, le dernier temple creusé dans la roche. Bien que les temples de grottes aient continué à être construits jusqu'au XIIe siècle, l'architecture taillée dans la roche est devenue presque totalement de nature structurelle, faite de roches taillées en briques et construite en tant que constructions autonomes. Il existe également un certain nombre de reliefs rocheux (en), des reliefs sculptés sur des parois rocheuses, des grottes à l'extérieur ou sur d'autres sites.